# Wordsworth House
Wordsworth House est une maison de ville géorgienne située à Cockermouth, Cumbria, en Angleterre, et appartenant au National Trust. Elle est construite au milieu du XVIIIe siècle. William Wordsworth est né dans la maison en 1770. La maison est un bâtiment classé Grade I. Elle est ouverte au public de mars à octobre de chaque année.

## Histoire
La maison est construite en 1745 pour Joshua Lucock qui est alors haut shérif de Cumberland. Elle est vendue en 1761 à James Lowther, 1er comte de Lonsdale, qui permet à son agent John Wordsworth et Anne Cookson d'y vivre sans loyer, là où sont nés William Wordsworth et ses frères et sœurs. Wordsworth y vit jusqu'à la mort de sa mère en 1778, alors qu'il a environ huit ans. Après la mort de son père en 1783, la maison est vidée. Elle reste une propriété privée jusque dans les années 1930, date à laquelle elle est vendue à une compagnie de bus locale qui envisage de la démolir et de construire une gare routière,.
Après une campagne nationale, le bâtiment est acheté et donné au National Trust en 1938. Wordsworth House est classé bâtiment de Grade I le 28 août 1951.
Le bâtiment est situé sur Main Street, Cockermouth. Elle est construite en pierre, avec des pierres angulaires. La porte a des colonnes doriques de chaque côté. Il y a un petit jardin à l'avant.